# Gare de Fuzhou-Sud
La gare de Fuzhou-Sud est une gare ferroviaire chinoise situé à Fuzhou. Elle a été ouvert en 
2010, après une construction démarré en 2008.